# Mario Korbel
Josef (Joseph) Mario Korbel (22. března 1882 Osík, okres Svitavy – 31. března 1954, New York) byl český sochař a medailér žijící v USA.

## Život
Narodil se v rodině člena protestantské Moravské církve Josefa Korbela a jeho ženy Kateřiny. Chtěl se stát sochařem, ale v osmnácti letech, kvůli nedostatku finančních prostředků na studia v Praze, se přestěhoval do Spojených států. V Chicagu se učil ornamentální modelování u firmy Kunst and Pfaffke. Roku 1905 se vrátil do Evropy a studoval sochařství v Berlíně a po tři roky na Královské Akademii umění v Mnichově. Poté se přestěhoval do Paříže a navštěvoval kursy na Julianově akademii. Roku 1909 vystavoval na pařížském Salonu.
Roku 1909 se vrátil do Chicaga, kde si otevřel vlastní ateliér a získal soukromé i veřejné zakázky na portréty a sochy (pomník v Racine, Wisconsin). Oženil se zde s Hildou Beyer, která byla modelem pro několik jeho soch, ale manželství vydrželo jen do roku 1924. Roku 1913 se přestěhoval do New Yorku. V letech 1917 a 1925 navštívil Havanu.
Během první světové války propagoval ve Spojených státech myšlenku československé nezávislosti a stýkal se s československými politiky. Za pobytu v New Yorku byl členem National Sculpture Society, the Architectural League of New York, the Czechoslovak Art Club, the Evangelical Church Club and the Embassy Club. Roku 1944 se stal členem americké National Academy of Design. Byl také jmenován členem Legion d´honneur.
V době svého prvního pobytu v Havaně v roce 1917 vytvořil sochu Alma Mater na Univerzitě v Havaně.
Zemřel 31. března 1954 v New Yorku. Roku 2012 bylo jeho sousoší dívek Andante prodáno v aukci Christie’s za 62 500 dolarů.

## Dílo
Korbel byl uznáván pro svůj smysl pro klasický řád a proporce a stal se vyhledávaným sochařem.

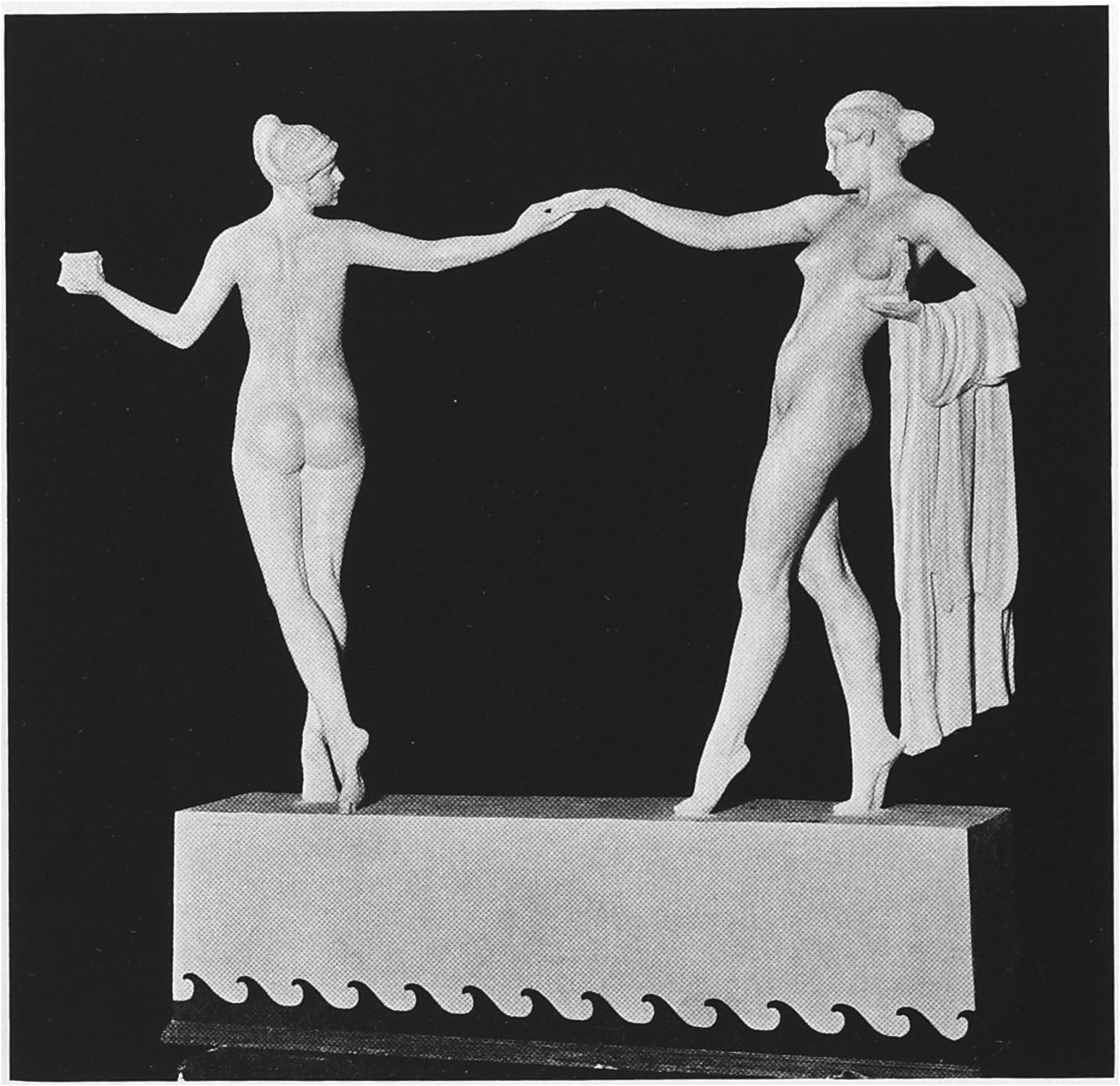
Mario Korbel - jedna z variant Andante, 1916

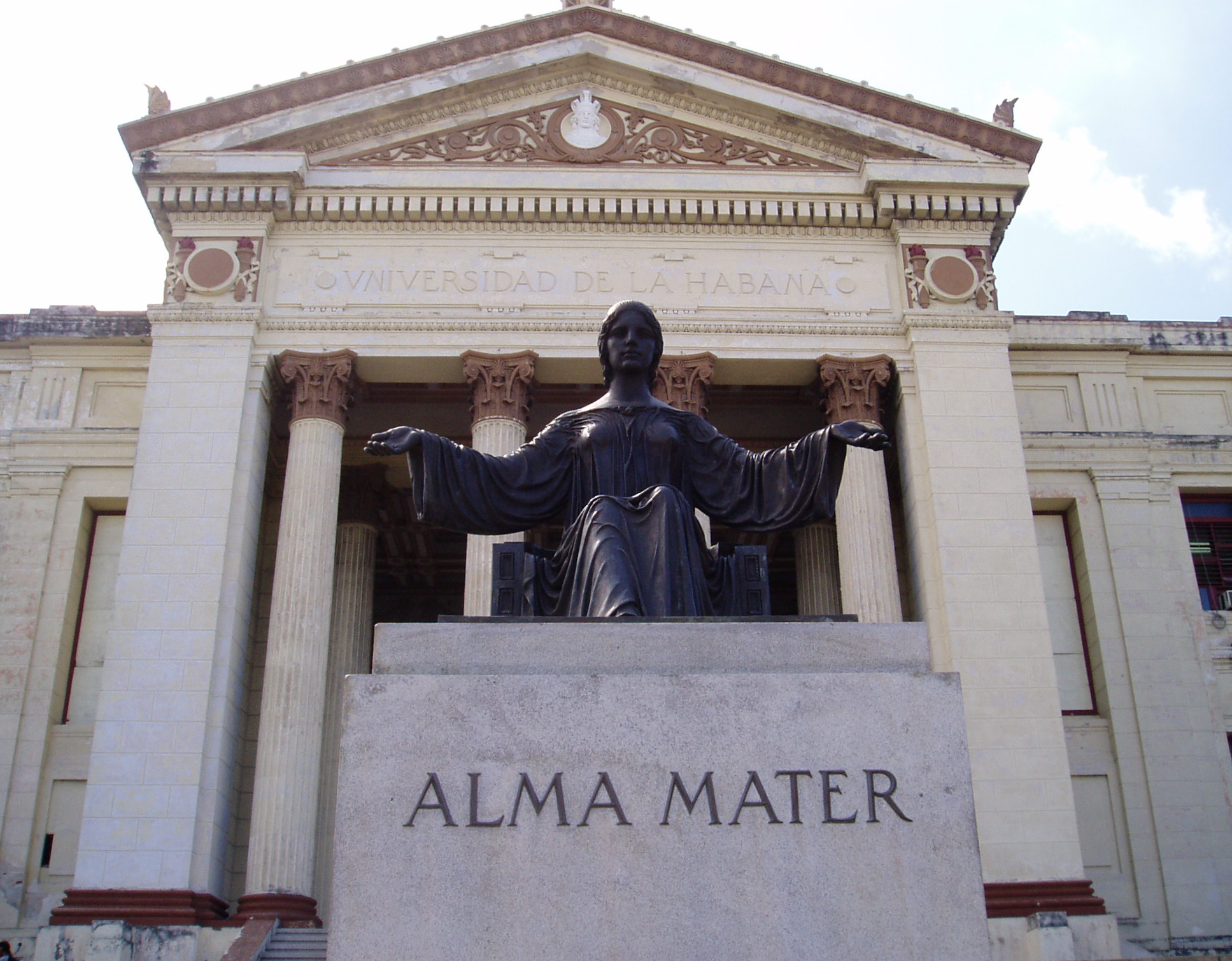
Alma Mater, Univerzita v Havaně

### Známá díla
- 1910 Resignation, rodina Beránkova, Bohemian National Cemetery, Chicago[5]
- před 1924 The Dancer
- 1926 Andante, několik verzí (New York Metropolitan Museum, Detroit Institute of the Arts)
- 1931 Kiss, Wichita state University[6]
- Soldier's monument pro stát Illinois
- McPhee Memorial, Denver
- Alma Mater, University of Havana, Cuba
- busta Jarmily Novotné, Národní divadlo v Praze
- medaile: British-American Ambulance Corps, Czech National Council

### Zastoupení ve sbírkách
- Metropolitní muzeum umění, New York
- Art Institute of Chicago
- Lyman Allyn Museum, New London, Connecticut
- Museum of Fine Arts of St Petersburg, St Petersburg, Florida
- Honolulu Academy of Fine Arts, Honolulu, Havaj
- Fogg Museum. Harvard University. Cambridge, Massachusetts
- Caramoor Rosen House, Katonah, New York
- Cleveland Museum of Art, Cleveland, Ohio
- National Gallery of Canada, Ottawa, Kanada
- Illinois Monument, Kennesaw Mountain National Battlefield Park, Marietta, Georgie
- Racine Heritage Museum, Racine, Wisconsin
- Newark Museum, Newark, New Jersey

### Univerzitní sbírky

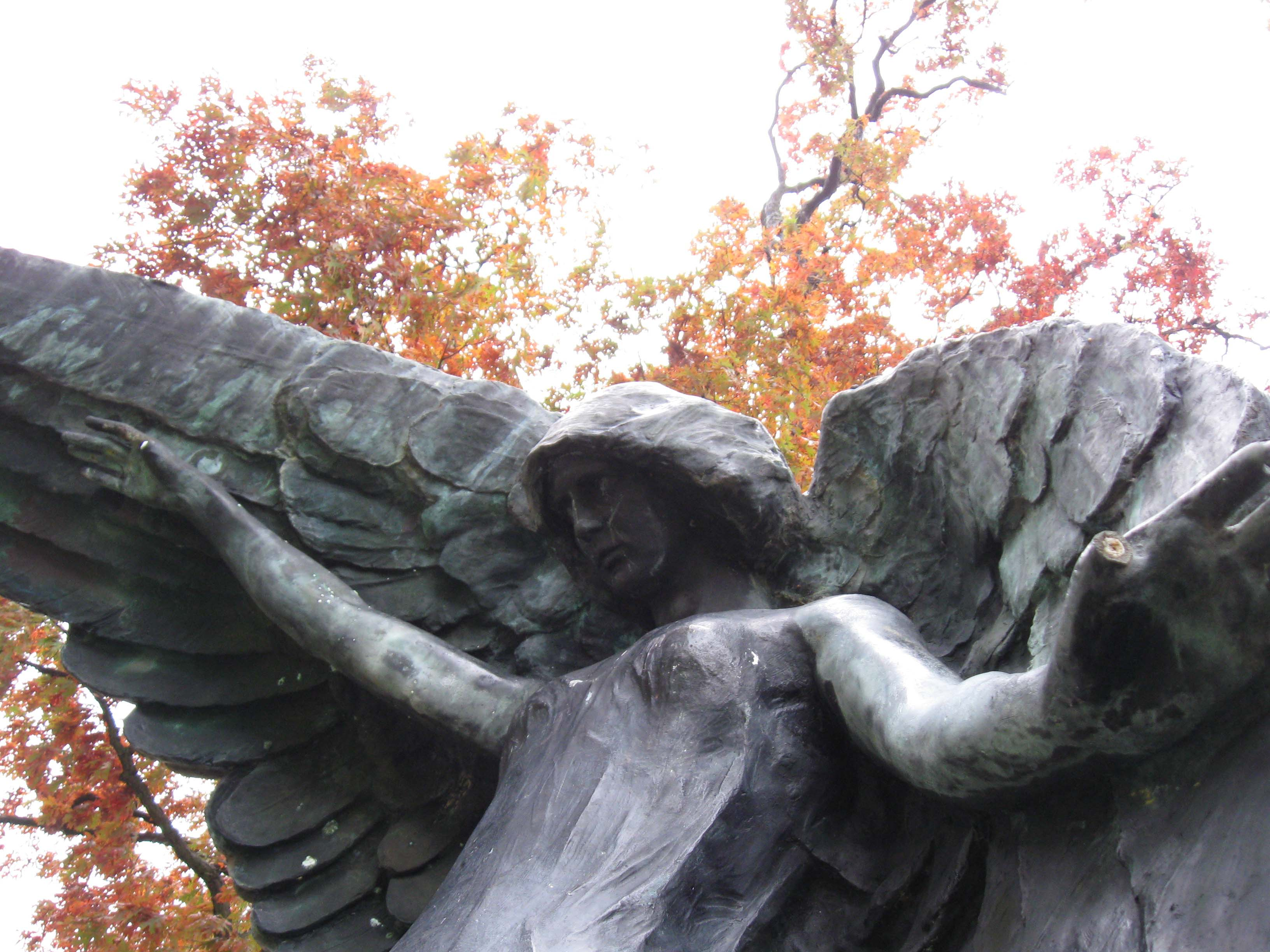
Black angel (1913), Oakland Cemetery, Iowa city

- Cranbrook Educational Community, Bloomfield Hills, Michigan
- Ezekiel W. Cullen Building, University of Texas, Austin, Texas
- Havanská univerzita, Havana, Kuba

### Sepulkrální plastika
- Český národní hřbitov, Chicago, Illinois
- Oakland Cemetery, Iowa City, Iowa
- McPhee Memorial, Denver, Colorado